# Орбітальні маневри
Орбітальні маневри — використання реактивної системи керування для змін орбіти космічного апарата. Для апарата, що перебуває далеко від Землі, наприклад на орбітах навколо Сонця — орбітальний маневр називається космічним маневром.

## Імпульсні маневри
Імпульсний маневр — маневр, що змінює швидкість корабля і відповідно змінює його орбіту. Оскільки навіть малі космічні апарати мають певну масу, то зміна швидкості відбувається не миттєво. На етапі планування більшості космічних польотів конструктори передбачають використання орбітальних маневрів. Це значно спрощує процес міжорбітальних переходів. Миттєва зміна швидкості називається дельта-V (Δv), Загальна дельта-V усіх маневрів польоту називається запас Δv. З гарним запасом дельта-V конструктори можуть оцінити необхідний запас палива і корисного навантаження відповідно до завдання космічного корабля. Використовуючи ці наближені дані кінцеві імпульси можуть виконуватись короткими чергами.

## Неімпульсні маневри
Застосування малої тяги протягом тривалих періодів часу називається неімпульсними маневрами. Вони менш ефективні, оскільки дуже багато енергії може втрачатись через Ефект Оберта та інші гравітаційні впливи. Однак ці маневри можуть застосовуватись тільки в тому випадку, коли великий запас Δv має здійснюватись з невеликою кількістю реакційної маси і, отже, високим питомим імпульсом, але низькою тягою відносно маси рушійих установок, які використовуються (наприклад, іонні двигуни).
Малі імпульси непридатні для зльоту з планет.

## Кінцеві корекції траєкторій
Для космічних завдань особливої складності, таких як стикування в космічному просторі, необхідна висока точність моделей траєкторії для досягнення поставлених завдань. Розрахунок кінцевого маневру вимагає детального моделювання реальної траєкторії космічних апаратів і роботи двигунів.
Найважливіші деталі: маса, центр мас, момент інерції, розташування двигунів, криві векторів тяги, питомий імпульс, зміщення центру мас, і витрата палива.